# Виноградный (Будённовский район)
Виногра́дный — посёлок в составе Будённовского муниципального округа Ставропольского края России.

## География
Расположено на канале Плаксейка.
На востоке: урочище Музина
На юго-востоке: село Орловка
Расстояние до краевого центра: 220 км.
Расстояние до районного центра: 12 км.

## История
В соответствии с Указом Президиума Верховного Совета РСФСР от 21 сентября 1964 года посёлок Центральная усадьба винсовхоза «Орловский» был переименован в посёлок Виноградный.
Памятным событием стал продолжительный градобой 14 мая 2001 года (понедельник), длившийся примерно два часа — с 18-ти до 20-ти. Размер градин достигал 50 мм. Ещё во вторник утром можно было видеть лежащие на земле подтаявшие градины. В поселке не осталось стекол ни в одном доме, были разбиты в пыль шиферные крыши, а черепичные изрешечены. Град сбросил с деревьев листву, обломал ветви, содрал кору, уничтожил виноградники.
11 сентября 2009 года Феофан, архиепископ Ставропольский и Владикавказский благословил строительство в посёлке храма имени преподобного Сергия Радонежского.
До 16 марта 2020 года посёлок входил в упразднённый Орловский сельсовет.

## Население
| 1989 | 2002  | 2010  | 2012  | 2014  |
| ---- | ----- | ----- | ----- | ----- |
| 910  | ↗1081 | ↘1047 | ↗1105 | ↘1100 |

По данным переписи 2002 года в национальной структуре населения преобладают русские (91 %).

## Образование
- Детский сад № 18 «Сказка»[11]
- Начальная общеобразовательная школа № 26 на 90 мест[12]
- Ближайшая средняя общеобразовательная школа находится в селе Орловка
- Фельдшерско-акушерский пункт[13]

## Экономика
Основное предприятие — ЗАО СХП «Виноградное» специализируется на выращивании и переработке винограда. ТОО «Виноградное» является животноводческим хозяйством. Образовано 26 января 1960 года как винсовхоз «Орловский»